# سدارویل (نیومکزیکو)
سدارویل (به انگلیسی: Cedarvale) یک منطقهٔ مسکونی در ایالات متحده آمریکا است که در شهرستان تارنس، نیومکزیکو واقع شده‌است. سدارویل ۱٬۹۴۵٫۸۷ متر بالاتر از سطح دریا قرار دارد.